# Estádio Héroes de San Ramón
O Estádio Héroes de San Ramón é um estádio de futebol, localizado na cidade de Cajamarca, na zona dos Andes do norte, no Peru. O Estádio foi construído em 1942; atualmente tem capacidade para 18 mil espectadores.
Seu nome vem da batalha de San Pablo, na qual três estudantes da Escola de San Ramón, de Cajamarca, deram suas vidas em prol de sua pátria, durante a Guerra do Pacífico, quando o exército chileno derrotou o peruano.
O estádio é administrado pelo Instituto Peruano do Esporte, com apoio do governo regional. Em novembro de 2011 a tribuna oriental do estádio foi reformada e entregue à IPD. Em maio de 2012 foi inaugurada a nova arquibancada Leste, obra que superou os 3 milhões e 670 mil soles.
As obras de instalação de grama artificial somaram 1 milhão 535 mil soles. Este projeto, levado a cabo pelo Consorcio San Ramón (entidade integrada pelas empresas Sportk SAC e Guinipol SRLK), com grama sintética Quality Pro, certificada pela FIFA.

## Partidas Internacionais
| Data       | Local | Resultado | Visitante         | Competição                           |
| ---------- | ----- | --------- | ----------------- | ------------------------------------ |
| 18-05-1986 | UTC   | 1 - 3     | Universitario     | Copa Libertadores da América de 1986 |
| 24-05-1986 | UTC   | 2 - 2     | Bolívar           | Copa Libertadores da América de 1986 |
| 28-05-1986 | UTC   | 3 - 2     | Jorge Wilstermann | Copa Libertadores da América de 1986 |
| 20-08-2014 | UTC   | 0 - 0     | Deportivo Cali    | Copa Sul-Americana de 2014           |

## Finais e Definições
| Dats       | Local | Resultado | Visitante      | Competição                          |
| ---------- | ----- | --------- | -------------- | ----------------------------------- |
| 09-12-2012 | UTC   | 2 - 0     | Alfonso Ugarte | Final Copa Perú 2012 (Ida)          |
| 31-05-2017 | UTC   | 2 - 1     | FBC Melgar     | Final Torneio de Verão 2017 (Volta) |